# W. Ray Johnston
Pour les articles homonymes, voir Johnston.
William Ray Johnston est un producteur de cinéma américain né le 2 janvier 1892 à Bristow (Iowa) et mort le 14 octobre 1966 à Los Angeles (Californie).

## Biographie
Il est associé à plusieurs des sociétés de production de Poverty Row, notamment Thanhouser Film Corporation, Rayart Pictures, Monogram Pictures.